# خورخي فيرغارا
خورخي فيرغارا (بالإسبانية: Jorge Vergara)‏ هو رائد أعمال ومنتج أفلام وشخصية أعمال مكسيكي، ولد في 3 مارس 1955 في غوادالاخارا في المكسيك.

## وصلات خارجية
- خورخي فيرغارا على موقع IMDb (الإنجليزية)
- خورخي فيرغارا على موقع ميوزك برينز (الإنجليزية)
- خورخي فيرغارا على موقع قاعدة بيانات الفيلم (الإنجليزية)